# Nikolái Razgonov
Nikolái Razgonov (Unión Soviética, 16 de enero de 1964) es un atleta soviético retirado especializado en la prueba de 200 m, en la que consiguió ser campeón europeo en pista cubierta en 1988.

## Carrera deportiva
En el Campeonato Europeo de Atletismo en Pista Cubierta de 1988 ganó la medalla de oro en los 200 metros, con un tiempo ce 20.62 segundos, por delante del búlgaro Nikolay Antonov  y del británico Linford Christie.